# Griphocerura malgassica
Griphocerura malgassica är en fjärilsart som beskrevs av Sir George Hamilton Kenrick 1917. Griphocerura malgassica ingår i släktet Griphocerura och familjen tandspinnare. Inga underarter finns listade i Catalogue of Life.